# Іштван Леваї
Іштван Леваї (словац. István Lévai; нар. 21 грудня 1990, Угорщина) — словацький борець греко-римського стилю угорського походження, чемпіон та дворазовий бронзовий призер чемпіонатів Європи, бронзовий призер Європейських ігор. Перший і наразі єдиний словацький борець часів Незалежності Словаччини, який виграв континентальний титул в греко-римському стилі.

## Біографія
Народився в Угорщині. Боротьбою почав займатися з 1998 року. Виступав за кадетську та юніорську збірні команди Угорщини. Членом кадетської збірної Угорщини з греко-римської боротьби був і його старший брат Аттіла (1989 року народження). Через економічну кризу на батьківщині брати мали дуже погані умови для тренувань, оскільки багато часу вони повинні були працювати на будівельному майданчику. Першим виїхав з Угорщини старший брат Аттіла, через пів року за ним виїхав й Іштван. 2009 року вони оселилися в Комарно. Спонсором, опікуном і тренером в одній особі для них став Кароль Ленг'єль. Він переконав братів отримати громадянство Словаччини, що вони і зробили у 2011 році.
Обидва брати виступають за борцівський клуб «Дукла» з Банської Бистриці. Старший Аттіла боровся у категорії до 59 кг. Він, як і його молодший брат, є членом збірної команди Словаччини, але наразі великих успіхів не досяг (найкращі результати: 16 місце на чемпіонаті Європи і 36 — на чемпіонаті світу). У 2014 він перейшов у вищу вагову категорію, де вже виступає його молодший брат і почав змагатися в іншому виді боротьби — вільній. У Кароля Ленг'єля тренується і також виступає за «Дуклу» з Банської Бистриці і ще один Леваї — Золтан (1995 року народження, 3 місце на чемпіонаті світу серед юніорів за збірну Словаччини).

## Спортивні результати на міжнародних змаганнях

### Виступи на Чемпіонатах світу
| Змагання                        | Збірна     | Вагова категорія                 | Місце |
| ------------------------------- | ---------- | -------------------------------- | ----- |
| Чемпіонат світу з боротьби 2011 | Словаччина | греко-римська боротьба, до 60 кг | 27    |
| Чемпіонат світу з боротьби 2013 | Словаччина | греко-римська боротьба, до 60 кг | 28    |
| Чемпіонат світу з боротьби 2014 | Словаччина | греко-римська боротьба, до 66 кг | 16    |
| Чемпіонат світу з боротьби 2015 | Словаччина | греко-римська боротьба, до 66 кг | 14    |

### Виступи на Чемпіонатах Європи
| Змагання                         | Збірна     | Вагова категорія                 | Місце  |
| -------------------------------- | ---------- | -------------------------------- | ------ |
| Чемпіонат Європи з боротьби 2012 | Словаччина | греко-римська боротьба, до 60 кг | Золото |
| Чемпіонат Європи з боротьби 2013 | Словаччина | греко-римська боротьба, до 60 кг | Бронза |
| Чемпіонат Європи з боротьби 2014 | Словаччина | греко-римська боротьба, до 66 кг | Бронза |

### Виступи на Європейських іграх
| Змагання              | Збірна     | Вагова категорія                 | Місце  |
| --------------------- | ---------- | -------------------------------- | ------ |
| Європейські ігри 2015 | Словаччина | греко-римська боротьба, до 66 кг | Бронза |

### Виступи на інших змаганнях
| Змагання                                                        | Збірна     | Вагова категорія                 | Місце  |
| --------------------------------------------------------------- | ---------- | -------------------------------- | ------ |
| Золотий Гран-прі з боротьби 2012 (Сомбатгей)                    | Словаччина | греко-римська боротьба, до 60 кг | Бронза |
| Олімпійський кваліфікаційний турнір з боротьби 2012 (Тайюань)   | Словаччина | греко-римська боротьба, до 60 кг | #N/A   |
| Олімпійський кваліфікаційний турнір з боротьби 2012 (Гельсінкі) | Словаччина | греко-римська боротьба, до 60 кг | 9      |
| Золотий Гран-прі з боротьби 2012 (Баку)                         | Словаччина | греко-римська боротьба, до 60 кг | 16     |
| Міжнародний турнір Любомира Івановича-Гедзи 2013                | Словаччина | греко-римська боротьба, до 66 кг | Срібло |
| Золотий Гран-прі з боротьби 2013 (Сомбатгей)                    | Словаччина | греко-римська боротьба, до 60 кг | 10     |
| Кубок Владислава Пітласинські 2013                              | Словаччина | греко-римська боротьба, до 60 кг | 24     |
| Відкритий чемпіонат Загреба з боротьби 2014                     | Словаччина | греко-римська боротьба, до 66 кг | 7      |
| Золотий Гран-прі з боротьби 2014 (Сомбатгей)                    | Словаччина | греко-римська боротьба, до 66 кг | 15     |
| Міжнародний турнір Любомира Івановича-Гедзи 2014                | Словаччина | греко-римська боротьба, до 66 кг | Срібло |
| Кубок Владислава Пітласинські 2014                              | Словаччина | греко-римська боротьба, до 66 кг | 20     |
| Золотий Гран-прі з боротьби 2014 (Баку)                         | Словаччина | греко-римська боротьба, до 66 кг | 5      |
| Міжнародний турнір Любомира Івановича-Гедзи 2015                | Словаччина | греко-римська боротьба, до 66 кг | Срібло |
| Золотий Гран-прі з боротьби 2015                                | Словаччина | греко-римська боротьба, до 66 кг | 7      |
| Гран-прі Загреба з боротьби 2016                                | Словаччина | греко-римська боротьба, до 71 кг | Срібло |
| Тор Мастерс 2016                                                | Словаччина | греко-римська боротьба, до 66 кг | 11     |

### Виступи на змаганнях молодших вікових груп
| Змагання                                       | Збірна   | Вагова категорія                 | Місце |
| ---------------------------------------------- | -------- | -------------------------------- | ----- |
| Чемпіонат Європи з боротьби серед юніорів 2007 | Угорщина | греко-римська боротьба, до 50 кг | 8     |
| Чемпіонат Європи з боротьби серед кадетів 2007 | Угорщина | греко-римська боротьба, до 54 кг | 12    |